# UV mapping

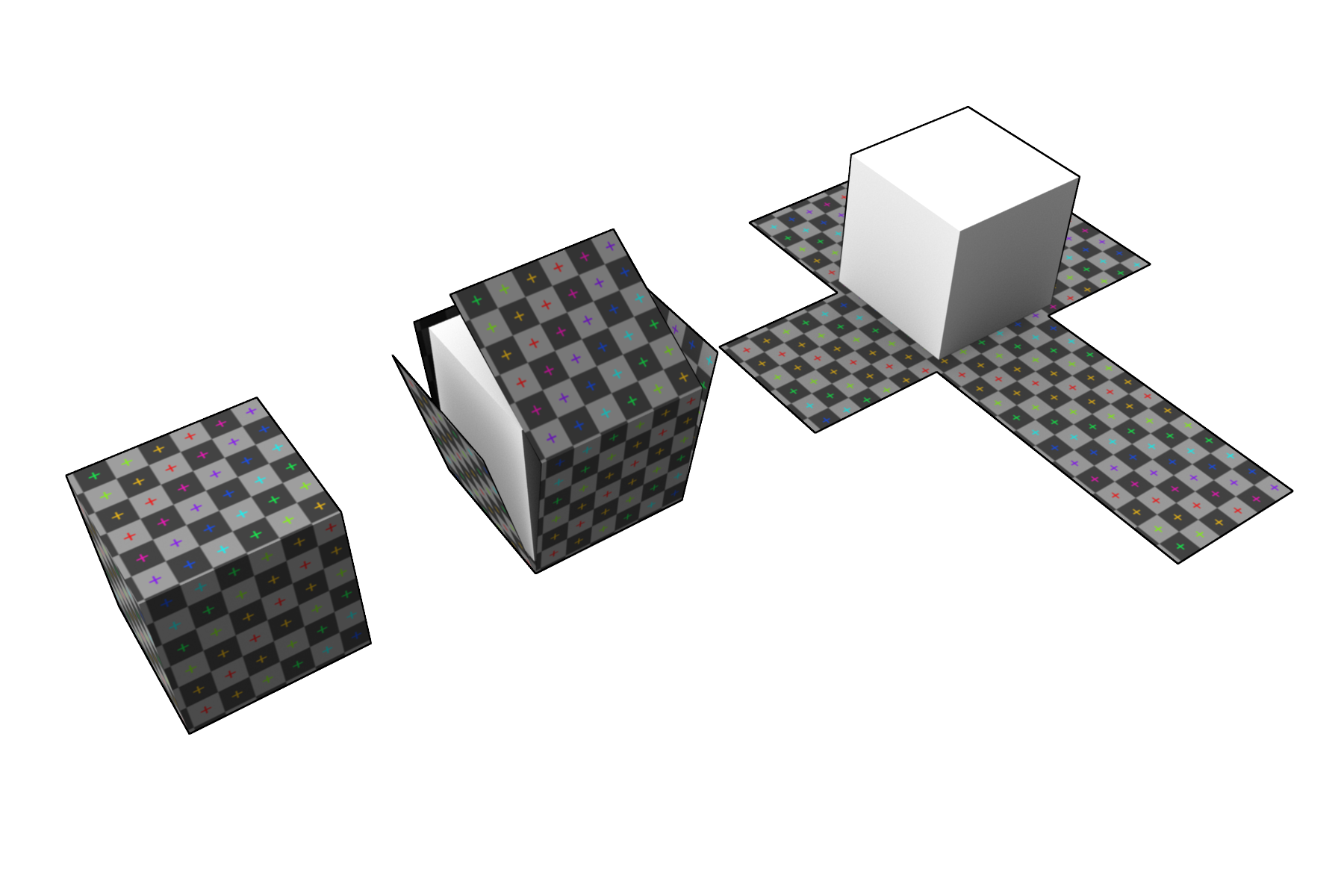
Przykład mapowania UV sześcianu. Z płaskiej, dwuwymiarowej siatki sześcianu powstaje jego tekstura.

UV mapping (z ang. mapowanie UV) – nakładanie dwuwymiarowego obrazu na obiekt trójwymiarowy. Mapa siatki obiektu 3D transformowana jest na płaszczyznę jako obraz 2-wymiarowy. Tekstura UV posiada zatem tylko 2-wymiarowe współrzędne: {\displaystyle U} i {\displaystyle V,} zamiast {\displaystyle X,} {\displaystyle Y,} {\displaystyle Z} znane z teksturowania w trójwymiarze.
Po tak przygotowanym obrazie można rysować, tworząc teksturę UV, aby następnie nałożyć ją na obiekt 3D – w ten sposób powstaje efekt malowania po powierzchni obiektu. Taka metoda jest wygodna dla teksturatora tworzącego teksturę.